# I love you mi vida
I love you mi vida pjesma je koju izvodi španjolski boy-band D'NASH, a predstavljala je Španjolsku na Eurosongu 2007. Tu čast zaslužila je kao pobjednička pjesma na španjolskom natjecanju Misión Eurovisión.
Prvobitno je cijela pjesma bila na španjolskome, osim riječi "I love you" (hrv. volim te) koje su bila na engleskom, no, službeni tekst, koji je poslan u Helsinki, sadrži puno više engleskih riječi.

## Vanjske poveznice
- Video ai tekst, D’NASH - I Love You Mi Vida
- Tekst, "I Love You Mi Vida"
- "I Love You Mi VIda" uživo na Misión Eurovisión 2007. na youtube
- "I Love You Mi Vida" - spot na youtube